# 가타기리촌
가타기리촌(일본어: 片桐村)은 일본 나가노현 가미이나군에 있던 촌이다. 현재의 나카가와촌에 해당한다.

## 역사
- 1889년 4월 1일 - 정촌제 시행에 의해 가타기리촌이 단독으로 자치체를 형성하였다.
- 1958년 8월 1일 - 미나카타촌과 합병해 나카가와촌이 성립하여,, 동일 가타기리촌은 폐지되었다.

## 교통

### 철도
- 일본국유철도
  - 이다선

### 도로
- 국도 제153호선

## 참고문헌
- 角川日本地名大辞典 20 長野県